# Kerry Condon
Kerry Condon (Thurles, 4 januari 1983) is een Ierse actrice. Ze kreeg vooral naamsbekendheid door haar rollen als: Octavia Thurina minor in de HBO/British Broadcasting Corporation serie Rome, als Stacey Ehrmantraut in AMC's Better Call Saul en als de stem van F.R.I.D.A.Y. in verschillende films uit het Marvel Cinematic Universe.